# Генерал (фільм, 1992)
«Генерал» (рос. «Генерал») — російський драматичний воєнний фільм Ігоря Ніколаєва, знятий на основі біографії радянського генерала Олександра Горбатова.

## Сюжет фільму
Фільм розповідає про важке життя генерала армії Олександра Горбатова, який пройшов Громадянську війну, в'язницю та колимські табори. Завдяки війні Горбатова було звільнено і поновлено у військовому чині. Він очолив спочатку батальйон, а невдовзі виріс до генерала армії. Він виступає гарним стратегом і головним чином турбується за те, щоб якомога менше солдат полягло у боях. Через це він неодноразово відмовляється виконувати неправильні, на його думку, накази вищого керівництва, він часто потрапляє в опалу, але щоразу доводить свою правоту. Через дії Горбатова Сталін часто вимовляв «Горбатова лише могила виправить».

## В ролях
| Актор                  | Роль                 |
| ---------------------- | -------------------- |
| Володимир Гостюхін     | генерал Горбатов     |
| Ірина Акулова          | дружина Горбатова    |
| Олексій Жарков         | Мехліс               |
| Володимир Меньшов      | маршал Жуков         |
| Олександр Хочинський   | Борис Пастернак      |
| Ігор Шаповалов         | маршал Тимошенко     |
| Євген Карельських      | маршал Рокоссовський |
| Світлана Коновалова    | вдова Ушакова        |
| Володимир Романовський | Хрущов               |
| Марина Гаврилко        | Любов Сергіївна      |

## Знімальна група
- Режисер: Ігор Ніколаєв
- Сценаристи: Ігор Ніколаєв, Василь Соловйов
- Оператор: Микола Жолудєв
- Композитор: Олексій Ніколаєв